# Wagenrain (Berg)
Der Wagenrain ist ein langgestreckter Hügelzug im zentralen Schweizer Mittelland. Er liegt im Südosten des Kantons Aargau und erstreckt sich über eine Distanz von rund 21 km in Nordwest-Süd-Richtung.

## Lage
Im Westen wird der Wagenrain durch das Bünztal begrenzt, im Osten durch das Reusstal. Er ist zum grössten Teil bewaldet, auf einigen gerodeten Flächen wird Landwirtschaft betrieben. Südlich des zentralen Abschnitts verengt sich der sonst über 3 km breite Hügelzug auf wenige hundert Meter und weist nur zum Reusstal hin ein wesentliches Gefälle auf. Südlich von Muri vereinigt sich der Wagenrain bei Geltwil mit den östlichen Ausläufern des Lindenbergs. – Das Bünztal wiederum, wie das gesamte Freiamt, wird um 1500 in Urkunden und Dokumenten stets als Wagen- oder Waggental bezeichnet, was den Begriff eindeutig mit dem Wagenrain assoziiert.
Die Ebene des Birrfelds bei Othmarsingen und die Endmoräne bei Wohlenschwil bilden die nördliche Begrenzung des Wagenrains. In diesem Bereich ist der Hügelzug stark gegliedert und fällt auf drei Seiten steil ab. Die Gegend wird von zahlreichen aufgegebenen Steinbrüchen geprägt, in denen früher Mägenwiler Muschelkalk abgebaut wurde.
Der Maiengrün ist mit 589 m ü. M. der höchste Punkt des Hügelzugs, auf dem Gipfel steht der Maiengrünturm. Rund ein Kilometer südöstlich davon liegt Hägglingen, die einzige grössere Siedlung auf dem Wagenrain.

## Geologie
Insbesondere im zentralen Abschnitt zwischen Wohlen, Bremgarten, Fischbach-Göslikon und Besenbüren ist der Wagenrain eine glazial geformte Moränenlandschaft mit Mooren und kleinen Toteisseen, die unter Naturschutz stehen. Ausserdem finden sich zahlreiche Findlinge, die am Ende der Würmeiszeit vom zurückweichenden Reussgletscher zurückgelassen wurden; die bekanntesten sind der Bettlerstein und der Erdmannlistein.
Das Gebiet ist im geomorphologischen Inventar des Kantons Aargau als Glaziallandschaft von nationaler Bedeutung aufgeführt. 